# Olle Schedin
Anders Olov (Olle) Schedin, född 5 januari 1963, är en svensk musiker och musikproducent. Han utgjorde ena halvan av Global Infantilists och spelade med Dom Dummaste. Han producerade även ett par skivor med Dom Dummaste.